# Asphondylia erythroxylis
Asphondylia erythroxylis är en tvåvingeart som beskrevs av Edwin Möhn 1959. Asphondylia erythroxylis ingår i släktet Asphondylia och familjen gallmyggor.
Artens utbredningsområde är El Salvador. Inga underarter finns listade i Catalogue of Life.